# Кольтоган (Келеський район)
Кольтога́н (каз. Көлтоған) — село у складі Келеського району Туркестанської області Казахстану. Входить до складу Біртілецького сільського округу.
У радянські часи село називалось Бригада № 3, до 2021 року — Азербайджан.
Населення — 1198 осіб (2021; 972 у 2009, 520 у 1999, 245 у 1989).